# Сербы
Се́рбы (серб. Срби / Srbi) — южнославянский народ, проживающий в Сербии, Черногории, Боснии и Герцеговине, Хорватии, Германии, Австрии и других странах. Общая численность около 8 млн человек. Основная религия — православие. Сербы-католики и мусульмане составляют меньшинство. Язык — сербский. В основе письменности лежит кириллица, в настоящее время также популярна латиница.

## Этноним
Мощинский К. полагает, что название сербы происходит от индоевропейского корня *ser, *serv, означающий «стражник», «защитник», выводя его из латинского «servus», полагая, что в устной речи произошло озвончение, когда v изменилось на b. Он считал, что первоначально слово «сербы» означало «пастухи», «охранители животных». Ханна Таборская-Поповская настаивает на славянском происхождении этнонима, обозначающего семейное сродство или союз.
В Средние века самоназвание сербов и их владений было Srblje. Тогда появился экзоним расцы (серб. Раци / Raci, Рашани / Rašani; лат. Rasciani, Natio Rasciana) по области Рашка.
Византийские хроники вплоть до Позднего Средневековья использовали для обозначения сербов название трибаллы (Τριβαλλοί), которое впервые в V веке использовал Геродот в своей «Истории» при упоминании Трибалльской равнины (πεδίον τὸ Τριβαλλικὸν), идентифицируемой как Косово поле или область Велика-Моравы. Согласно Византийским источникам, Стефан Урош IV Душан провозгласил себя королём римлян и трибаллов (βασιλέα έαυτὸν ἁνηγόρευε ῾Ρωμαίων καὶ Τριβαλλῶν). В XV веке византийский историк Лаоник Халкокондил назвал трибаллов старейшим и многочисленным племенем в мире. Подобные эпитеты приписывались сербам различными средневековыми писателями, которые возводили историю сербов к истории всех славян и их расселению как единой славянской общности.
Вследствие Османских завоеваний сербские беженцы искали спасения в частности в землях Габсбургов. С этого периода и до XVIII века православных сербов в немецком и венгерском языках вновь называли расцы. Сначала экзоним использовали для обозначения православных прибывающих, тогда как сербов-католиков называли шокцы и буневцы. Православных сербов к северу от Дуная иногда называли расцами (нем. Raitzen, Raszier), греками, староверцами (нем. Starowizi от серб. staroverci). Rácz в географических названиях Венгрии свидетельствует о их сербском происхождении.

## Этногенез

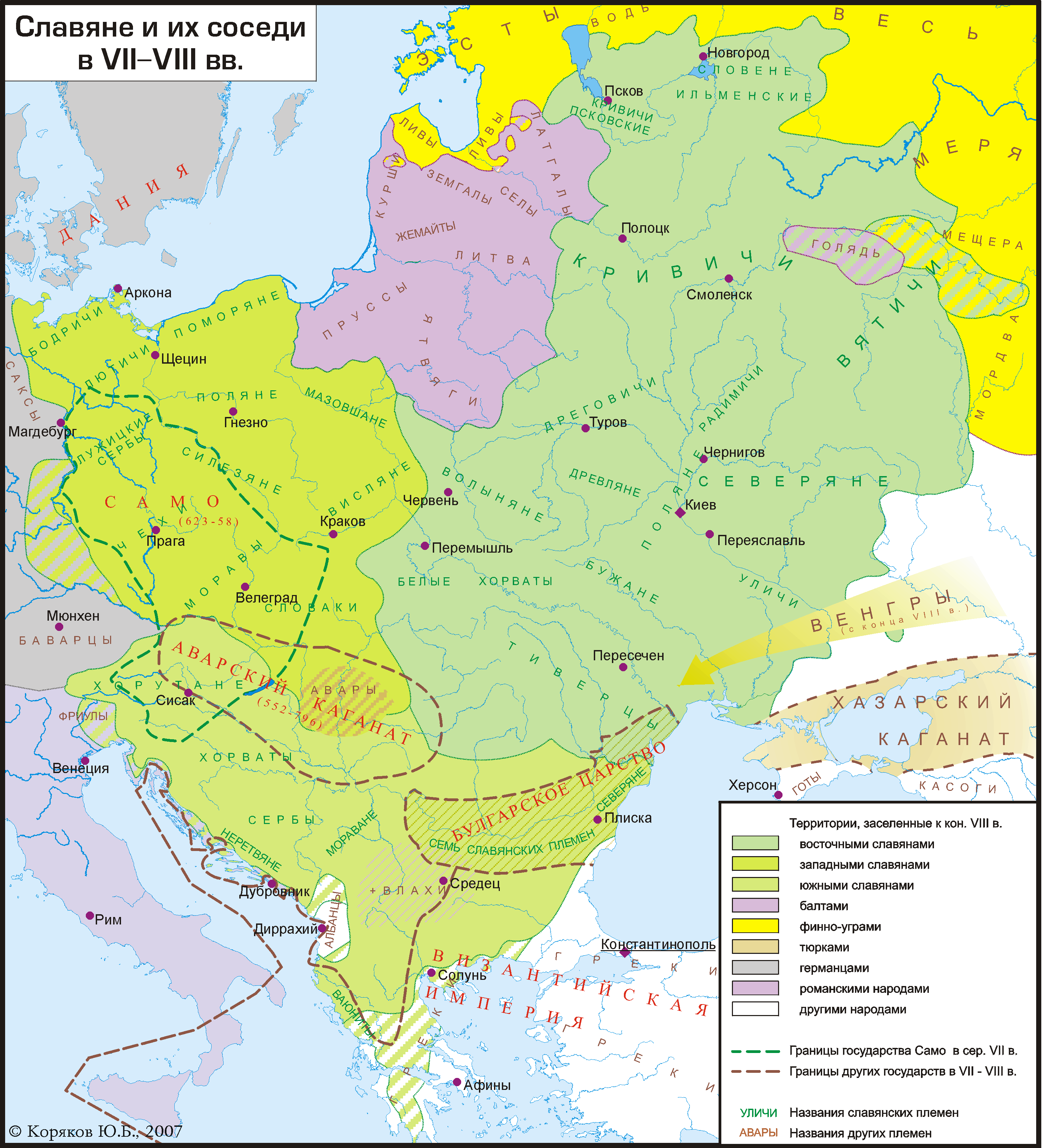
Карта расселения славян и их соседей на конец VIII века

Существует несколько теорий происхождения сербов.

В пятой книге своей «Географии» Птолемей описывает Сарматию и упоминает сербов (Σέρβοι) среди 13 племён:
«между Керинейскими горами [северо-восточные предгорья Кавказа] и рекой Ра [Волгой] живут оринеи, ваои и сербы».
Сербов упоминает Плиний Старший, также причисляя их к сарматским племенам, проживавшим на Северном Кавказе и Нижней Волге.
В IV веке сарматские сербы, совместно со славянскими племенами под натиском гуннов двинулись в Центральную Европу, где обосновались в Белой Сербии — области, располагающейся в современных восточногерманских и западнопольских районах. Согласно мнению одних исследователей в регионе Эльбы-Зале (Фридегар в 630 году упоминает сорбов; Эйнгард в «Хронике королевства франков» с 782 по 806 годы упоминает сорабцев), других — в верховьях Вислы и Одера, третьих — во всех землях от Эльбы-Зале до верхней Вислы. Там они смешались с местными славянскими народностями. И по сей день в Саксонии сохранился район Сорбия (Лужица, Lusatia, Sorbian Łužica, German Lausitz), где проживают потомки тех самых сербов — лужичане (сорбы).
Согласно записям византийского императора Константина Багрянородного, сербы (уже как единый славянский народ) мигрировали к югу в VII веке в правление византийского царя Ираклия и расселились в пределах современных Южной Сербии, Северной Македонии, Черногории, Далмации, Боснии и Герцеговины. Там они смешались с потомками местных балканских племен — иллирийцев, даков и др.
В XII веке пресвитер Диоклей упоминает Сурбию (местность серб. Загорје), которая разделялась на две провинции: к западу от Дрины — Босна, а к востоку от реки — Раса.
Спустя тысячелетие во времена Османских завоеваний в Европе множество сербов под давлением турецких агрессоров, разоривших страну, стало уходить на север и восток за реки Сава и Дунай на территории нынешних Воеводины, Славонии, Трансильвании и Венгрии. Позднее, в XVIII веке тысячи сербов отправились в Российскую империю, где им на поселение были выделены земли в Новороссии — в районах, получивших названия Новая Сербия и Славяносербия, однако они там вскоре ассимилировались.

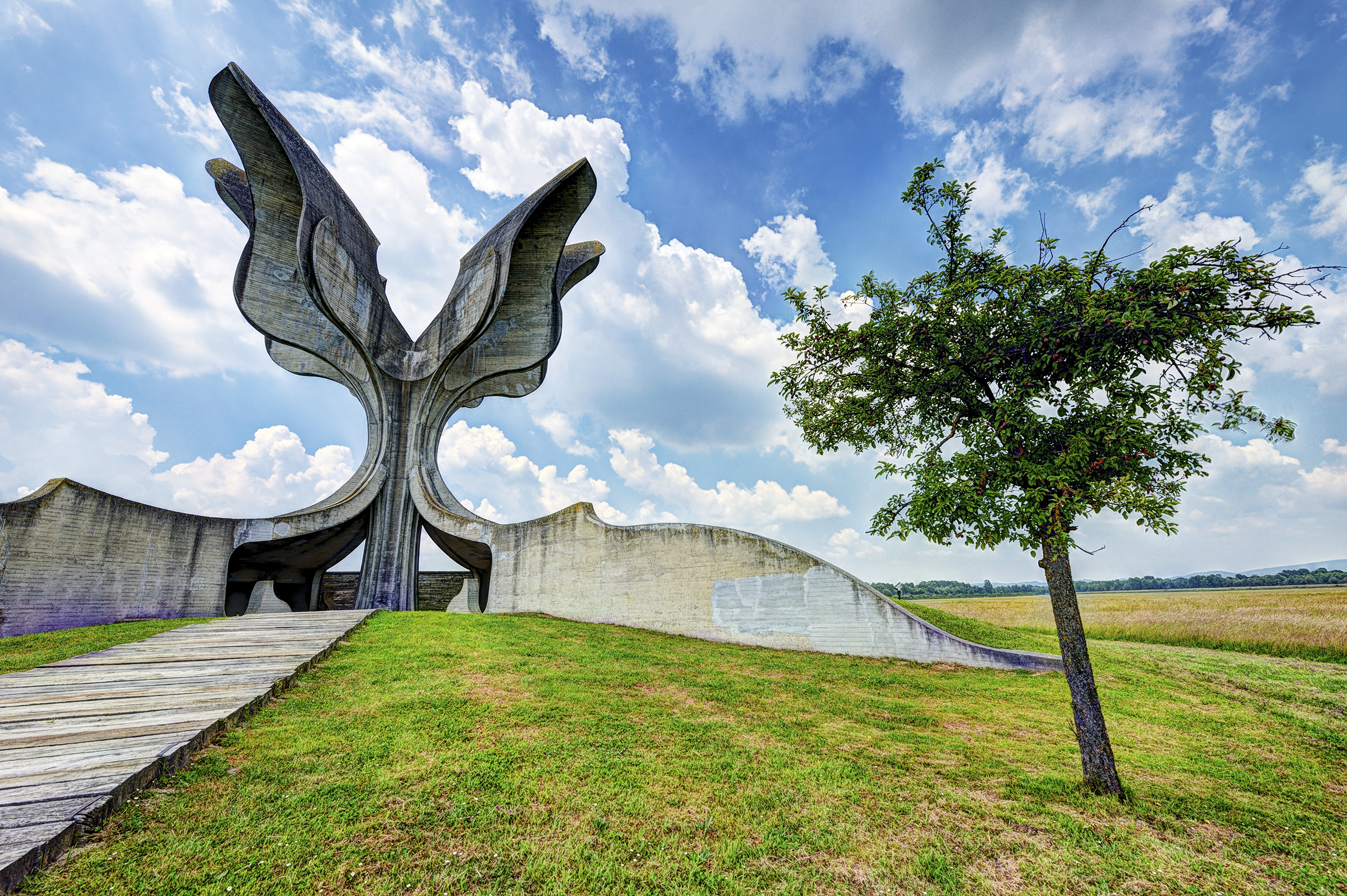
Мемориал Каменный цветок жертвам концлагеря Ясеновац, Хорватия

После победы в Первой мировой войне сербы с другими южнославянскими народами создали Королевство сербов, хорватов и словенцев. В 1929 году король Александр I Карагеоргиевич установил диктатуру, переименовал государство в Королевство Югославия и правил до своей смерти в 1934 году. В апреле 1941 года вследствие Балканской кампании Югославия пала, была оккупирована и поделена на области (непосредственно Сербию заняли немцы). Независимое государство Хорватия (НГХ), государство — сателлит стран «оси», в этот период находилось под управлением хорватского националиста Анте Павелича, основателя и лидера фашистской организации «Усташей» (1929—1945). Идеологические основы движения усташей восходят к учению Анте Старчевича и Эугена Кватерника конца XIX века. Усташи, презирая югославское единение, преследовали цель создания хорватского национального государства путём этнических чисток в отношении нехорватского населения, а также создали националистическую партию (позже ставшую Хорватской партией права (хорв. stranka prava)). Проводившаяся политика проявилась с особой жестокостью в лагере смерти Ясеновац; концлагеря в Сисаке и в Ястребарско были организованы специально для уничтожения детей. За годы Второй мировой войны сербы по числу жертв стали одной из наиболее пострадавших наций в Европе, а в НГХ существовал один из кровавейших режимов XX века. Югославский врач и гуманитарный работник австрийского происхождения Диана Будисавлевич спасла из усташских концлагерей более 15 тысяч детей, среди которых в основном были сербы. Сербские партизаны объединились в движение сопротивления «Югославские силы в Отечестве» или Четники. Они получали поддержку армии союзников до 1943 года, когда на первый план выступила коммунистическая Народно-освободительная армия Югославии (также партизаны Ти́то), основанная в 1941 году. На протяжении всей войны сербы составляли 53 % партизан, а 64,1 % всех боснийских партизан были сербами. После капитуляции Италии в сентябре 1943 года к партизанам массово примкнули другие этнические группы.
В XX и XXI веках сербы активно переселялись в страны Западной Европы (главным образом в Германию, Австрию, Швейцарию), США, Канаду и в Австралию.

## Расселение

Популяция сербов в мире к лету 2020 года

Основной ареал проживания сербов — это Сербия, Черногория, Хорватия, Босния и Герцеговина. Также существуют отдельные регионы в иных странах, где сербы живут издавна: в Северной Македонии (Куманово, Скопье), Словении (Бела Крайна), Румынии (Банат), Венгрии (Печ, Сентендре, Сегед). Устойчивые сербские диаспоры существуют во многих странах, самые заметные из них — в Германии, Австрии, Швейцарии, Франции, России, Бразилии, Канаде, США и Австралии. Диаспоры в Новой Зеландии, Южной Африке, Аргентине, Боливии, Бразилии и Чили хоть и не такие большие, однако не исчезают, а наоборот, продолжают расти.
Точное количество сербов, проживающих в диаспорах за пределами Балкан, не установлено и колеблется по разным сведениям примерно от 1–2 млн до 4 млн человек (данные Министерства по диаспорам Республики Сербии). В связи с этим не известна и общая численность сербов в мире, по приблизительным оценкам она составляет от 9,5 до 12 млн человек.
6,5 млн сербов составляют около двух третей населения Сербии. Перед военными конфликтами 1,5 млн проживало в Боснии и Герцеговине и 600 тыс. в Хорватии, а 200 тыс. — в Черногории. По переписи 1991 г. сербы представляли 36 % от общего населения Югославии, то есть всего около 8,5 млн человек.
Городское население представлено в Белграде (1,5 млн сербов), в Нови-Саде (300 тыс.), Нише (250 тыс.), Баня-Луке (220 тыс.), Крагуевце (175 тыс.), Сараеве (130 тыс.). За пределами бывшей Югославии Вена является городом с наибольшим числом сербских жителей. Значительное количество сербов проживает в Чикаго с окрестностями и Торонто (с Южным Онтарио). Лос-Анджелес известен как мегаполис с внушительным сербским сообществом, впрочем, как и Стамбул, и Париж.

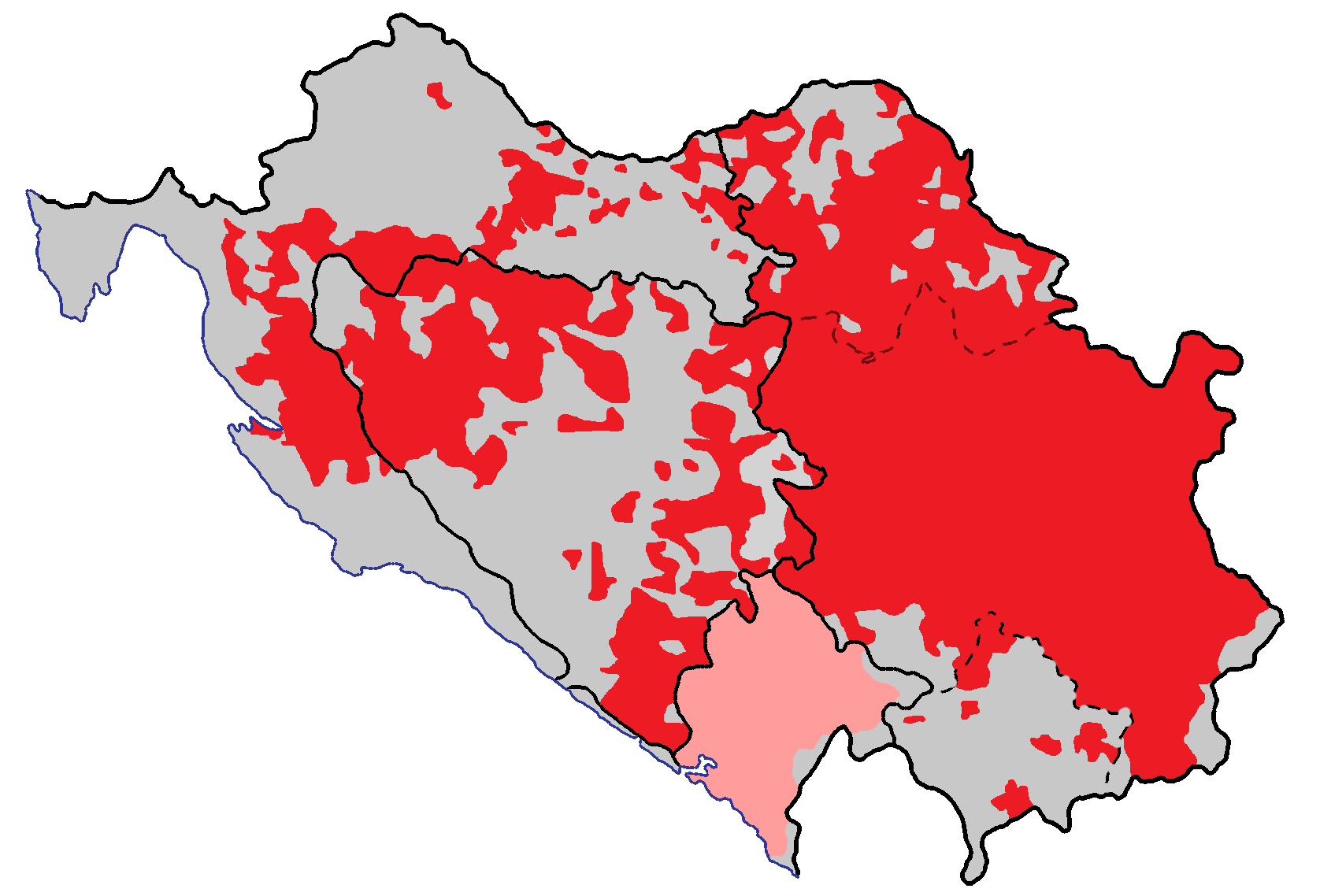
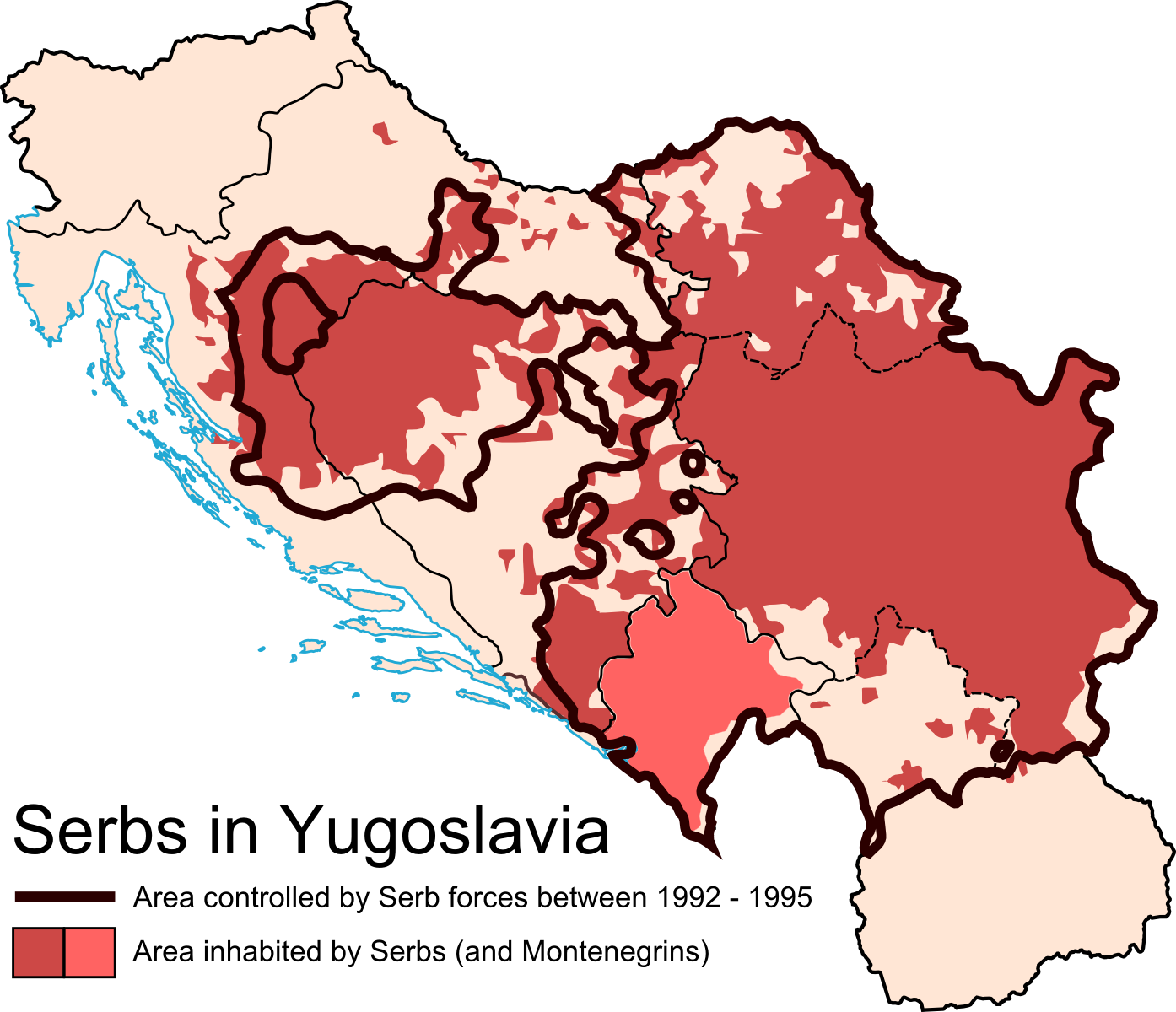
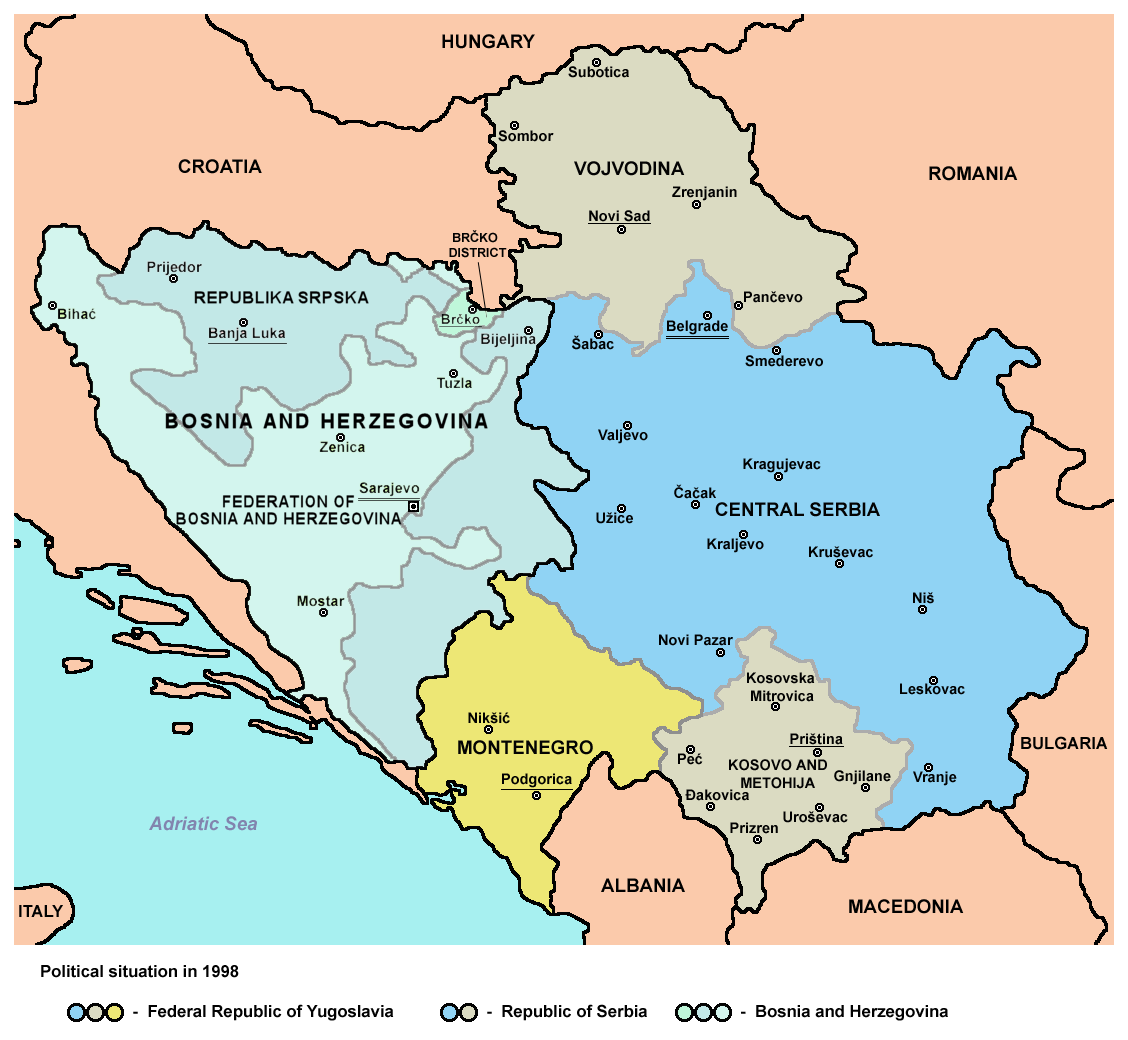
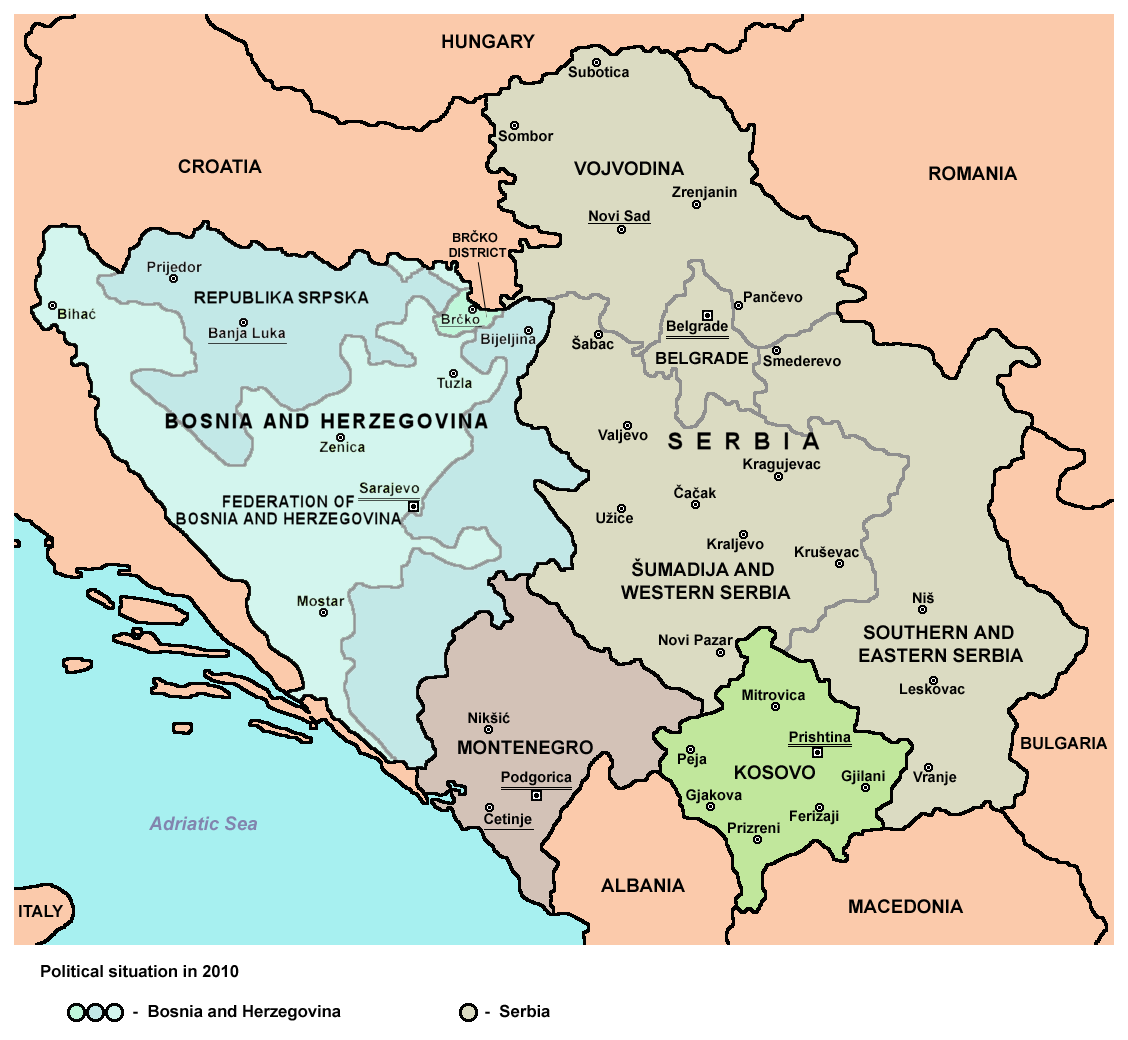

## Язык и письменность
Сербы говорят на сербском языке; в Сербии преобладает его разновидность экавица. Язык во многом соответствует сербскохорватскому, который был стандартизирован в XIX веке. В Боснии и Герцеговине, Хорватии и Черногории говорят на иекавице. Существует также хорватский диалект икавица, который является бесписьменным и почти не используется, разве что как полуикавский или полуиекавский.
Церковнославянский язык сербской разновидности до сих пор сохраняется среди духовенства Сербской православной церкви.
Любопытным представляются итоги переписи населения 2022 года, согласно которым около трети из 55 тысяч говорящих на румынском языке считали себя сербами. Около три четверти сербов из примерно 200 000 человек в Хорватии по переписи 2001 года заявили, что владеют хорватским языком, а сербским, согласно переписи, — около 45 000 человек.

#### Письменность
Для записи сербского языка используется как сербская кириллица, или вуковица («азбука» образца сербского реформатора Вука Стефановича Караджича), так и сербская латиница, или гаевица, дополненная особыми сербскими символами. Конституция Сербии 2006 года отдаёт предпочтение кириллице над латиницей, особенно в органах власти и в образовании.

## Культура

### Имена
Многие сербские имена и/или фамилии происходят от названия волка, который является национальным животным и частью национальной мифологии.

### Традиции и обычаи
Традиционное отмечание наиболее почитаемого праздника Славы, семейного праздника святых, является важным этническим маркером сербской идентичности.

### Символы

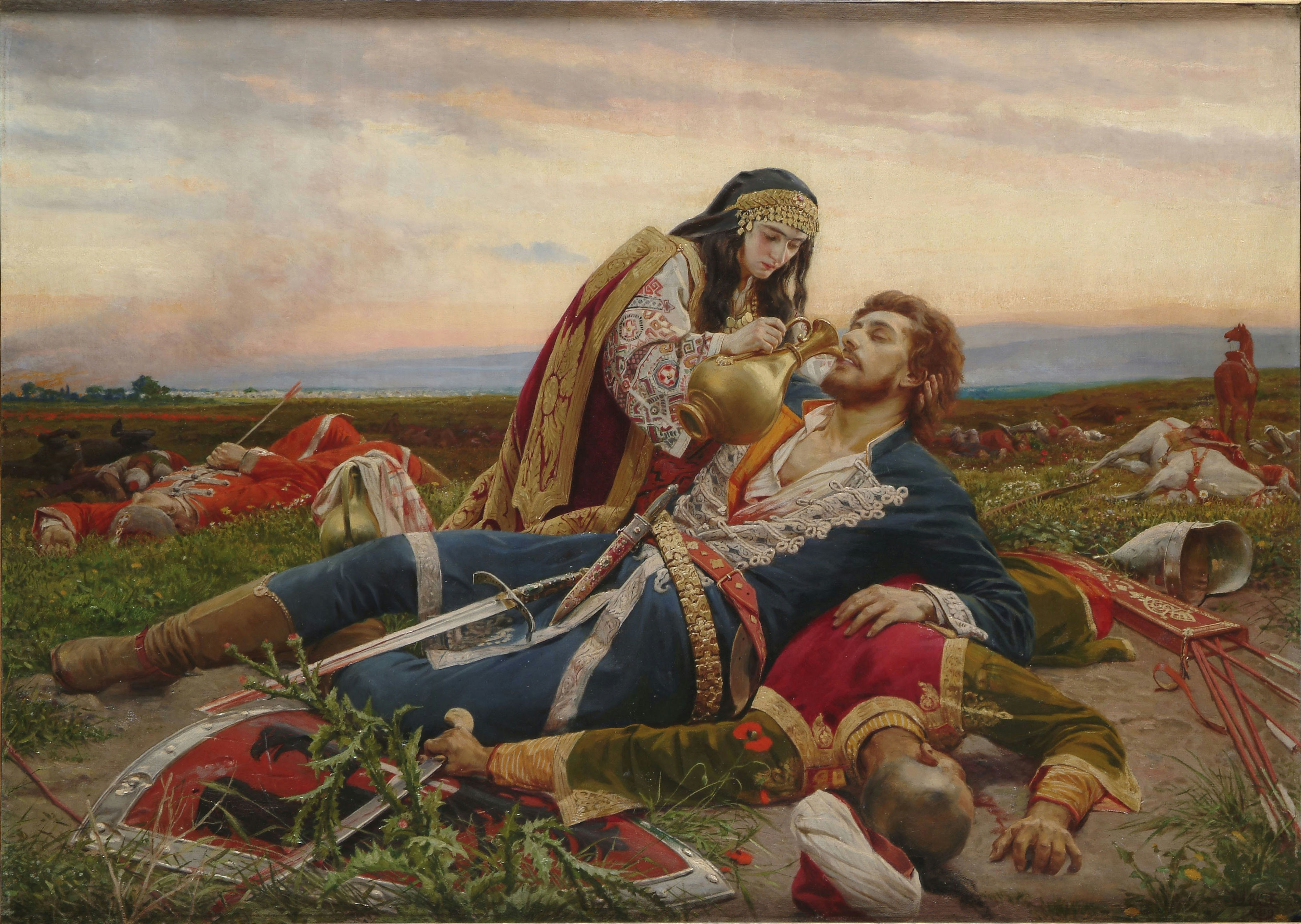
Урош Предич — Косовская девушка, 1919. Один из основных символов Сербии, основанный на национальном героическом эпосе

### Искусство, музыка, театр, кинематограф
Многие произведения искусства и объекты утрачены из-за различных военных столкновений и конфликтов в прошлом. Однако трагические происшествия не смогли совершенно изгладить сербское искусство, архитектуру и прочие достояния народа.
В Средние века в Сербии сложились три архитектурные школы: Рашская, Моравская, Вардарская. Монументальные средневековые надгробия Стечки (XII—XVI вв.) внесены в фонд всемирного наследия ЮНЕСКО. С обретением независимости в XIX веке в Сербии возникает интерес к прошлому и появляется сербо-византийский стиль.
С XIX века в Сербии развивается классическая музыка, издаются философские труды. Среди выдающихся сербских философов можно отметить Светозара Марковича, Бранислава Петронижевича, Ксению Атанасиевич, Радомира Константиновича, Николу Милошевича, Михайло Марковича, Иустина (Поповича), Михайло Дурича.

### Образование и наука
Немало сербов сделали свой вклад в науку, большинство которых трудятся вне территории Балкан. Наиболее прославленным из них можно назвать физика и изобретателя Николу Теслу.Семь учёных сербо-американского происхождения, известные как Serbo 7, работали над космическим проектом Аполлон. Милутин Миланкович выдвинул теорию долгосрочного изменения климата, вызванного перемещениями Земли относительно Солнца, которая получила название в его честь — циклы Миланковича.
| Новакович (1842—1915) | Тесла (1856—1943) | Пупин (1858—1935) | Цвийич (1865—1927) | Петрович (1868—1943) | Миланкович (1879—1958) | Курепа (1907—1993) |
| --------------------- | ----------------- | ----------------- | ------------------ | -------------------- | ---------------------- | ------------------ |
|                       |                   |                   |                    |                      |                        |                    |

### Религия
Справа: Церковь Святого Саввы, одна из крупнейших православных церквей в мире
Подавляющее большинство этнических сербов исповедуют Сербское православие (серб. Православље / Pravoslavlje). Следом идут сербы-атеисты. Также в Сербии проживают те, кто исповедуют протестантизм, католичество, ислам и другие религии. Некоторые антропологи придерживаются мнения, что сербы, боснийцы и хорваты определяют свою этническую принадлежность прежде всего через религиозные предпочтения или взгляды на религию, таким образом относя себя к соответствующей культурной группе.
Сербская идентичность и культура находятся под сильным влиянием православия. Письменность сербы получили от православных монахов-миссионеров, славянских просветителей Кирилла и Мефодия. Обретение письменности в сербославянском языке оказало значительное влияние на развитие сербской литературы, искусства, архитектуры, политики и религиозности. Поэтому Кирилла и Мефодия почитают как святых. Проникновение христианства подтолкнуло к открытию образовательных учреждений, созданию в XII веке первого писаного свода законов — Номоканона святого Саввы I Сербского.